# Šlapanice
Šlapanice (deutsch Schlapanitz, auch Schlappanitz, 1939–45: Lapanz) ist eine Stadt in Tschechien. Sie liegt neun Kilometer östlich des Stadtzentrums von Brno an dessen Stadtgrenze und gehört zum Okres Brno-venkov.

## Geographie
Šlapanice befindet sich südwestlich des Drahaner Berglandes am Rande der Thaya-Schwarza-Talsenke am Flüsschen Říčka (Goldbach). Südwestlich der Stadt liegt der Flughafen Brünn, im Osten und Südosten das Schlachtfeld der Schlacht bei Austerlitz. Nördlich verläuft die Autobahn D 1 an der sich beim Ortsteil Bedřichovice die Abfahrt 203 – Brno-východ mit dem Abzweig der Schnellstraße 50 nach Brno befindet. Nordöstlich erhebt sich der Hügel Žuráň (286 m).
Nachbarorte sind Bedřichovice im Norden, Tvarožná und Kruh im Nordosten, Jiříkovice im Osten, Ponětovice im Südosten, Kobylnice im Süden, Dvorska, Tuřany und Brněnské Ivanovice im Südwesten sowie Slatina im Nordwesten.

## Geschichte
Archäologische Funde belegen eine steinzeitliche Besiedlung aus dem Gebiet der Stadt. Ebenso bestand seit der Zeit des Großmährischen Reiches im 9. Jahrhundert eine slawische Siedlung. Aus dem 11. Jahrhundert datiert eine christliche Grabstätte.
Die erste urkundliche Erwähnung von Zlapanicz erfolgte 1235 durch das Bistum Olmütz in einer Zehnturkunde für das Kloster Oslavany, in der der Priester Johannes Plebanus de Zlapanicz genannt wurde. 1241 soll der Ort von den Tataren niedergebrannt worden sein. Durch seine Lage an bedeutsamen Handelswegen erlangte Lapanicz bald Reichtum und erhielt Marktrechte, die Gerichtsbarkeit einschließlich der Blutgerichtsbarkeit verliehen und wurde zur Stadt erhoben. In Šlapanice bestand seit dem Übergang vom 13. zum 14. Jahrhundert eine mittelalterliche Klosterschule, an der Olmützer Scholastiker lehrten. Die in Friedenszeiten vorteilhafte Lage brachte aber auch Verwüstungen und Plünderungen durch durchziehendes Kriegsvolk mit sich. 1376 erließ der in Brünn residierende Markgraf Jobst von Mähren einen Wegezwang auf die neuen Handelsverbindungen über Brünn.
Zu Beginn des 15. Jahrhunderts nistete sich die Bande des Raubritters Keyzolt in dem Städtchen ein, so dass die Bürgerschaft von Brünn am 28. März 1401 eine Strafexpedition gegen Lapanicz unternahm. Die Brünner erstürmten die von der Räuberbande besetzte Kirche und richteten 56 Räuber hin. Während der Hussitenkriege fand am 17. Mai 1430 bei Šlapanice eine Schlacht statt, bei der die Hussiten unterlagen. 1449 brannte Ješek von Boskowitz und Svojanov die Stadt auf seinem Feldzug gegen das Kloster Rajhrad nieder. Während der Belagerung von Brünn durch Matthias Corvinus plünderten und verwüsteten die Ungarn zwischen 1468 und 1470 mehrmals die Stadt. Ebenso fielen während des Dreißigjährigen Krieges die Schweden ein, als diese zwischen 1643 und 1645 zweimal Brünn belagerten.
Im 17. Jahrhundert kam es zu einer Dreiteilung der Stadt – eine bischöfliche Herrschaft, die vom Gut Chirlitz (Chrlice) verwaltet wurde, das bischöfliche Lehngut Unterhof und das der Olmützer Scholastik gehörenden Scholasteriegut.
Mit dem Dreißigjährigen Krieg setzte auch der Niedergang der Stadt ein. Hinzu kam noch die wachsende Bedeutung Brünns, das 1641 zur Hauptstadt Mährens erhoben worden war. Dies hatte zur Folge, dass sich Brünn zum Knotenpunkt aller Handelsstraßen der Umgebung entwickelte und die alten Handelswege über Šlapanice verödeten. 1677 und 1733 vernichteten Stadtbrände Teile der Stadt. Im ersten Schlesischen krieg verwüsteten am 6. April 1742 preußische Truppen die Stadt. 1757 wurde die ganze Stadt durch einen verheerenden Brand in Schutt und Asche gelegt. Während des Zweiten Koalitionskrieges lagerten bei Schlapanitz über den Jahreswechsel 1798/99 russische Truppen unter Feldmarschall Suworow. Vor der Schlacht bei Austerlitz, die am östlichen Rande der Stadt ausgetragen wurde, besetzten 1805 zunächst die Koalitionstruppen Schlapanitz, am 18. November 1805 erreichte Marschall Kutusow die Stadt und einen Tag später nahm Johann Joseph von Liechtenstein im Pfarrhaus Quartier. Wenig später besetzten die Franzosen Schlapanitz und am 30. November quartierte sich Marschall Soult im Pfarrhaus ein. Während der Schlacht wurde in der Scholasterie und dem früheren Kloster französische Lazarette eingerichtet. Die Kirche wurde bis zum 3. Dezember zum Lager für 400 russische Kriegsgefangene.
Die Gefallenen der Schlacht wurden auf mehreren Massengräbern auf dem Friedhof beigesetzt.
1814 wurde im früheren Paulanerkloster eine Maschinenbauwerkstatt gegründet, aus der die Erste Brünner Maschinenfabrik hervorging. Das Unternehmen entwickelte 1824 die erste Luz-Dampfmaschine. 1834 lebten in dem aus 175 Häusern bestehenden Städtchen 1072 Menschen. Nach der Aufhebung der Patrimonialherrschaften im Jahre 1848 wurden die drei Anteile von Schlapanitz zu einer Marktgemeinde vereinigt.
1871 wurde die bäuerliche Aktien-Zuckerfabrik gegründet, die bis 1931 bestand und danach in eine Papierfabrik umgewandelt wurde. Mit der Errichtung der Eisenbahn über den Wlarapass (Wlara-Bahn) erhielt Schlapanitz 1887 einen Eisenbahnanschluss. 1899 entstand eine Ökonomieschule. 1900 bestand Schlapanitz aus 472 Häusern und hatte 2.918 Einwohner. Nach dem Ersten Weltkrieg erfuhr Šlapanice eine starke Erweiterung. 1931 überschwemmte die Říčka das Städtchen. 1937 nahm ein mit Holzgas und Erdöl befeuertes Bürgerkraftwerk den Betrieb auf. 1939 hatte Šlapanice 5.125 Einwohner und bestand aus 1160 Häusern. Während der Zeit des Protektorates Böhmen und Mähren erhielt die Stadt den Namen Lapanz. 33 Bewohner des Ortes starben in deutschen Konzentrationslagern. Am 24. April 1945 nahmen die Rumänische und die Rote Armee Lapanz nach heftigen Kämpfen ein. Dabei wurden über 75 Häuser beschädigt oder zerstört. Am 1. Jänner 1965 wurde Šlapanice zur Stadt erhoben. 1975 erfolgte eine Regulierung des Flussbettes der Říčka. Die frühere Ökonomieschule wurde 1992 durch die Masaryk-Universität Brno erworben und zum Bildungszentrum umgestaltet.

## Stadtgliederung
Die Stadt Šlapanice besteht aus den Ortsteilen Bedřichovice (Bellowitz) und Šlapanice (Schlapanitz).

## Städtepartnerschaften
- Braine-l’Alleud, Belgien

## Sehenswürdigkeiten

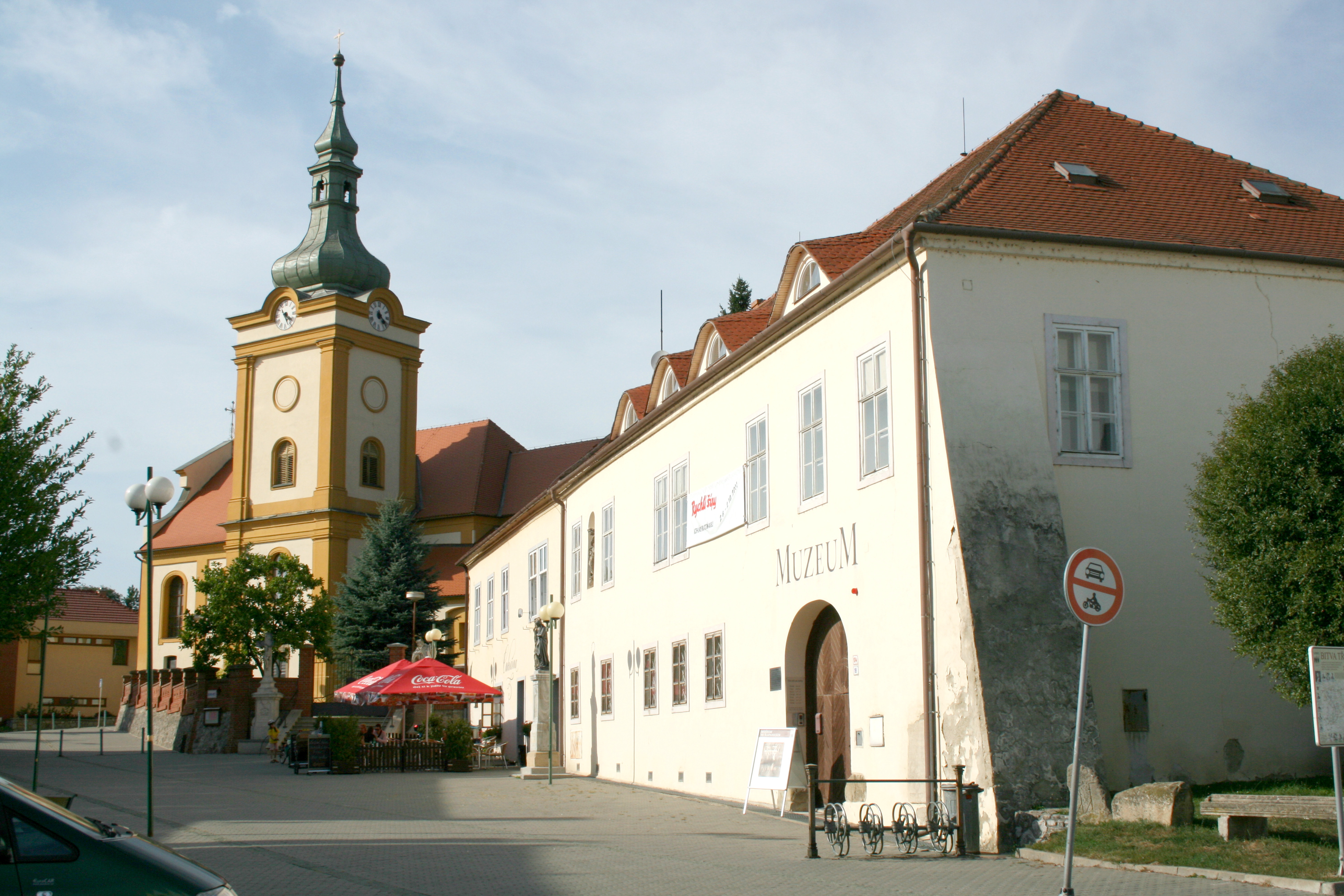
Das Museum und Kirche

- Kirche Mariä Himmelfahrt, der seit 1235 nachweisliche Kirchenbau entstand im 15. Jahrhundert nach einem Brand neu. Zwischen 1755 und 1757 erhielt die Kirche ihre heutige barocke Gestalt. Der 36 m hohe Zwiebelturm entstand 1886 durch Aufstockung des alten Kirchturmes.
- Hügel Žuráň, mit einem auf einem Granitquader angebrachten Relief des Verlaufs der Schlacht von Austerlitz. Auf dem Žuráň befand sich während der Schlacht das Hauptquartier von Napoleon Bonaparte.
- Scholasterie und altes Pfarrhaus, das um 1300 entstandene Bauwerk wurde 1613 umgestaltet. Vor der Schlacht bei Austerlitz nutzten es die verbündeten österreichisch-russischen Truppen als Hauptquartier und nach der Schlacht das IV. französische Korps unter Marschall Soult. Seit 1949 ist darin eine Außenstelle des Mährischen Landesmuseums untergebracht.
- Gymnasium, das 1750 für Heinrich Kajetan von Blümegen erbaute Barockschloss, diente zwischen 1781 und 1784 als Paulanerkloster und 1805 als französisches Lazarett. Ab 1814 diente es als Fabrikgebäude der Ersten Brünner Maschinenfabrik. 1901 erfolgte der Umbau zur Schule und seit 1993 ist darin das Gymnasium untergebracht.
- Gebäude der Stadtverwaltung, das seit 1590 als Freigut nachweisbare Gebäude wurde 1877 für Alois Tauschinsky zum Sitz des Verwaltungsrates der Zuckerfabrik im Neorenaissancestil umgebaut. 1934 wurde im Gebäude das Stadtmuseum eingerichtet. 1993 erfolgte der Umbau zum Sitz der Stadtverwaltung, dabei entstand der Hofflügel.
- Altes Rathaus, erbaut in der Mitte des 16. Jahrhunderts, heute Gasthaus.

## Söhne und Töchter der Stadt
- Alois Kalvoda (1875–1934), Maler
- Josef Zeman (1898–1952), Priester und Sinologe
- Antonín Kalvoda (1907–1974), Bildhauer
- Antonín Streit (1908–1994), Schauspieler
- Libuše Šafránková (1953–2021), Schauspielerin (Drei Haselnüsse für Aschenbrödel)
- Miroslava Šafránková (* 1958), Schauspielerin (Die kleine Meerjungfrau) und Unternehmerin